# 千奇百趣
《千奇百趣》（英語：Neighborhood Treasures），是香港電視廣播有限公司向日本朝日電視台購買《珍奇百景鑑定團》（ナニコレ珍百景）版權而製作的一個資訊遊戲電視節目。節目主持為森美、阮小儀，旁白為林保全（另沈小蘭也參與片段中部分路人角色的配音）。
節目於2009年6月24日至8月5日，逢星期一至星期三香港時間晚上22:30-23:00於翡翠台及高清翡翠台播放，而翌日凌晨02:50-03:15則於高清翡翠台重播，及於tvb.com提供節目重溫。節目以高清技術拍攝。

## 遊戲規則
主持會播放數段關於日本的趣怪事情的影片。嘉賓們會為每段影片的趣怪程度評分，最高可給10「珍」，主持會在最後一集重新播放得到高過22「珍」的片段。最後一個片段則要考考嘉賓的智力，要他們說說到底片段有何趣怪之處，答案最離譜的就要接受大懲罰／答案最合理的則可獲得大獎賞（兩者其一）。此節目是不會派發任何獎金。

## 外部連結
- 節目網站（页面存档备份，存于）
- myTV[永久]